# Karel Sokol

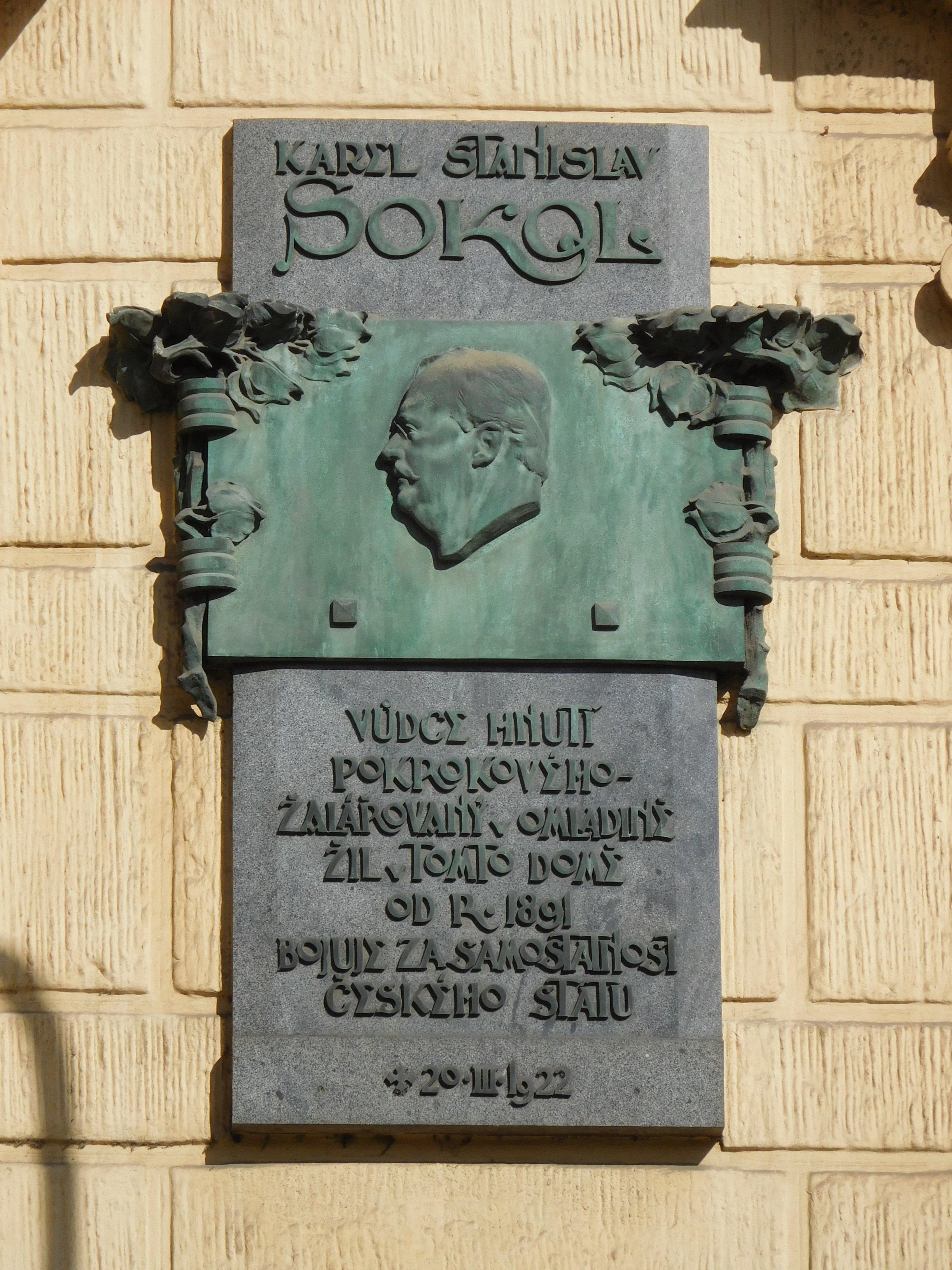
Pamětní deska v Praze – Opletalově ulici

Karel Sokol, v matrice Karel Stanislav Sokol (5. října 1867 Heřmanův Městec – 20. března 1922 Praha-Královské Vinohrady), byl český nacionalistický politik, novinář, publicista a nakladatel, od konce 19. století člen radikálních politických formací (Česká strana státoprávní, Česká strana státoprávně pokroková), po roce 1918 československý poslanec Revolučního národního shromáždění a senátor Národního shromáždění ČSR.

## Biografie

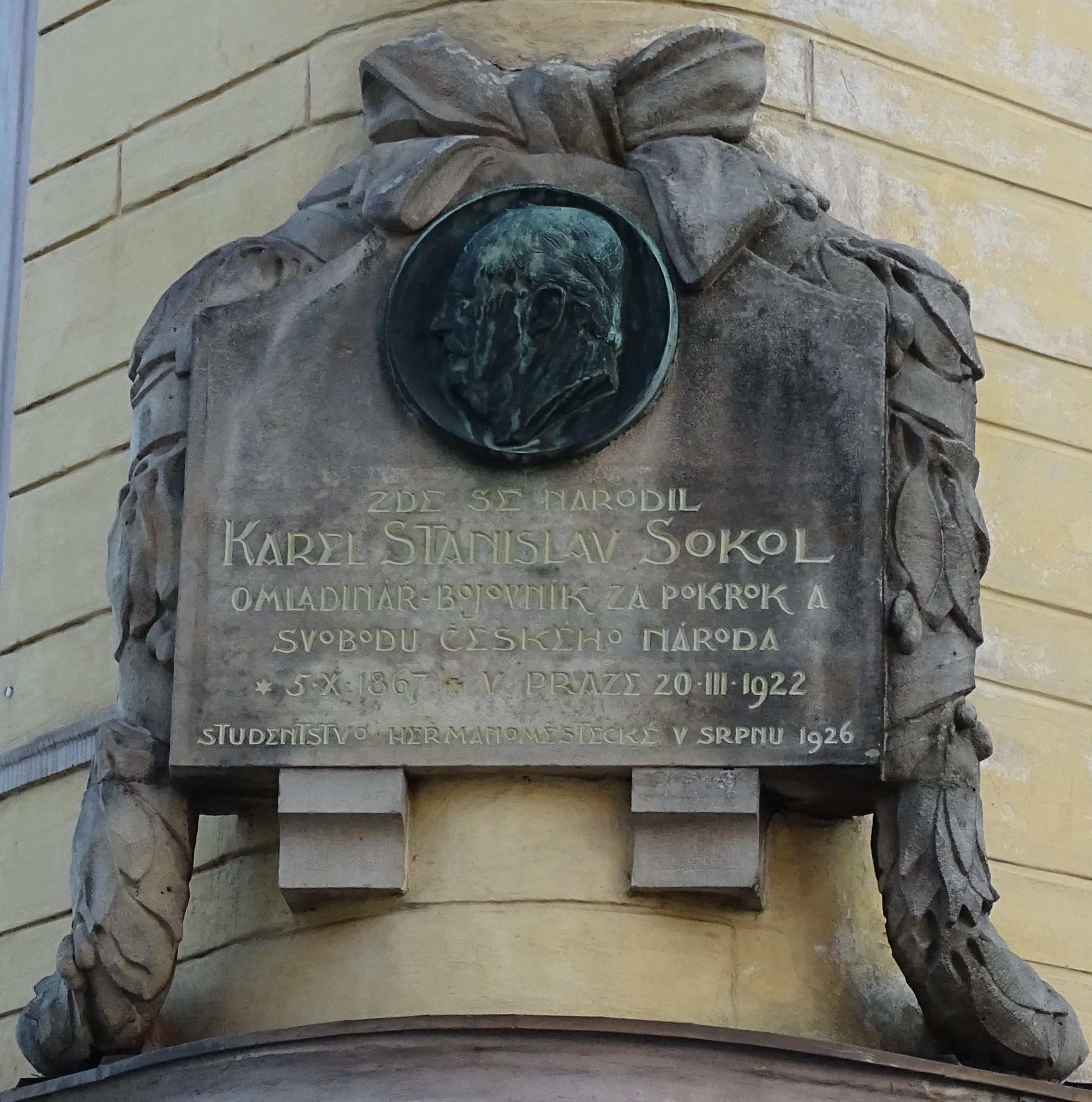
Pamětní deska Karla Sokola na rodném domě

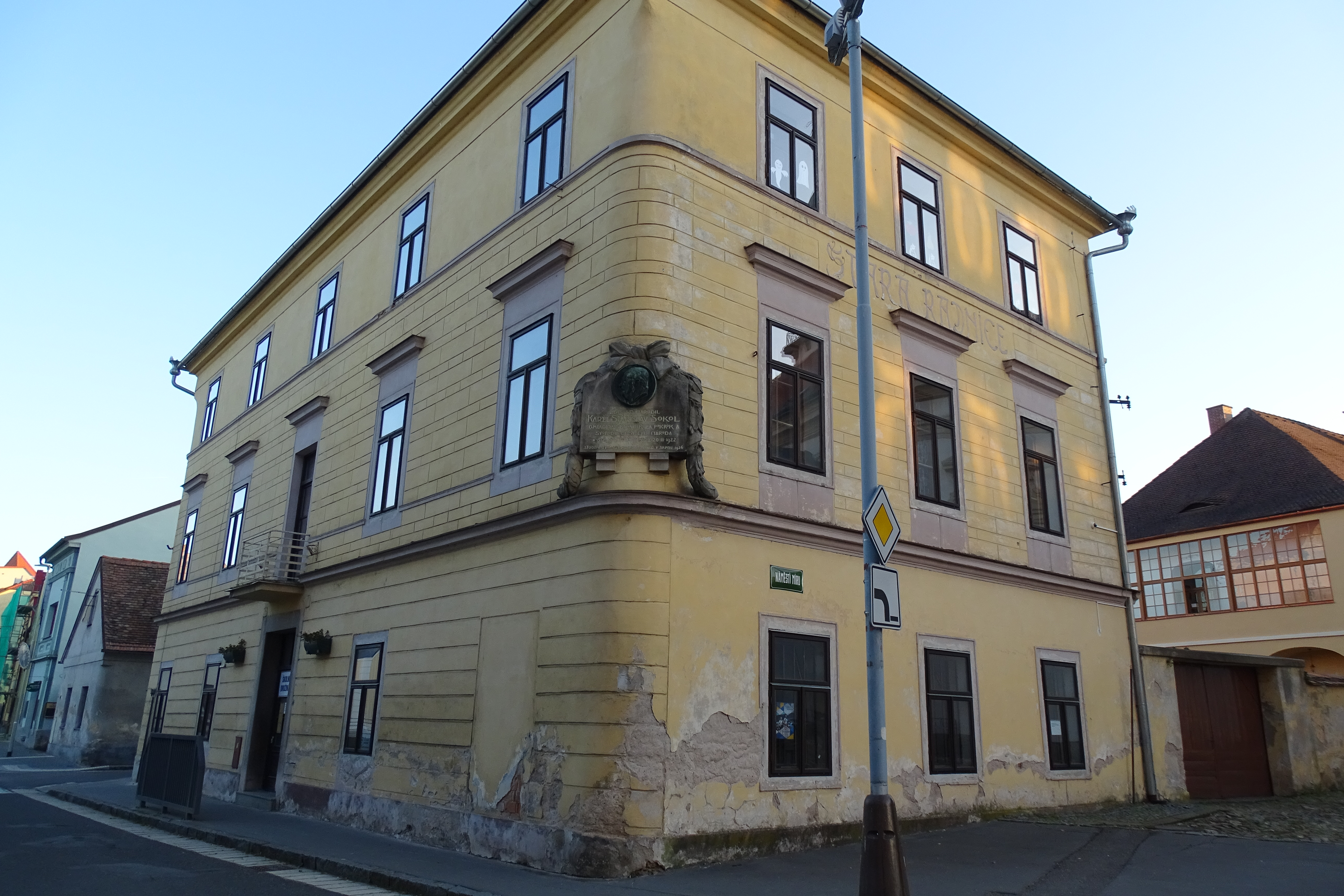
Rodný dům Karla Sokola

Jeho otcem byl Josef Sokol, známý učitel, vlastenec a poslanec rakouské Říšské rady za mladočechy.
Karel vystudoval gymnázium a pak nastoupil na Filozofickou fakultu Univerzity Karlovy v Praze. V 80. letech 19. století patřil mezi studentskou generaci ovlivněnou hnutím pokrokářů. V roce 1890 byl vyloučen z Univerzity Karlovy kvůli článku zaměřenému proti profesorovi Janu Kvíčalovi, na což Sokolovi známí z řad radikálního studentstva reagovali demonstracemi. Vzdělání dokončil na filozofické fakultě Vídeňské univerzity. Byl činný publicisticky (v letech 1889–1892 se podílel na vydávání radikálního listu Časopis českého studentstva, později listu Neodvislost). Pak se angažoval ve skupině Omladina a roku 1894 byl mezi studenty, kteří byli v rámci procesu s Omladinou odsouzeni na několik let do vězení. Po propuštění z vězení se přimknul k frakci pokrokářského hnutí vedené Aloisem Rašínem, která jevila sympatie k Národní straně svobodomyslné (mladočeské) a která odmítala podpořit sociálně demokratické hnutí (sami se v počátcích považovali za radikální křídlo mladočechů).
Ani mladočeská strana ovšem této skupině plně nevyhovovala. Sokol se tak stal jedním z hlavních aktivistů a ideologů nově zřízené České strany státoprávní (založena 1899, uváděna často též jako strana radikálně státoprávní). Od roku 1898 zastával místo šéfredaktora Radikálních listů. Působil i jako publicista a vydavatel. V letech 1890–1896 vydával knižnici Vzdělávací bibliotéka, sám překládal a napsal několik knih. Během hilsneriády strana nabyla výrazně antisemitských a rasistických tónů. Část vedení (včetně Aloise Rašína) reagovala odchodem, Sokol (nyní již hlavní postava strany) se snažil odlivu kádrů a vlivu čelit pokusy o spojení s dalšími politickými proudy vzešlými z pokrokářského hnutí, zejména národními sociály a Českou stranou radikálně pokrokovou. Tato fúze pak skutečně proběhla roku 1908 a vznikla Česká strana státoprávně pokroková.
V letech 1909–1913 byl poslancem Českého zemského sněmu. Zvolen sem byl v doplňovací volbě v srpnu 1909 za kurii městskou, obvod Písek poté, co rezignoval poslanec Václav Špirhanzl. Byl zvolen za státoprávníky. Porazil mladočeského kandidáta.
V roce 1910 se nakrátko stal i poslancem Říšské rady (celostátní parlament), kam byl zvolen za okrsek Čechy 003. Nastoupil 24. února 1910 místo Vladimíra Srba. Usedl do poslanecké frakce Sjednocení českých národně sociálních, radikálně pokrokových a státoprávních poslanců. Ve vídeňském parlamentu setrval do konce funkčního období sněmovny, tedy do roku 1911.
Za první světové války se Sokol podílel na kontaktech v rámci domácí politické scény s cílem zajistit společnou pozici české reprezentace. V prvních letech války vystupoval proti českému prorakouskému aktivismu a od roku 1917 propagoval samostatný český stát. Byl členem Národního výboru československého.
Od roku 1918 zasedal v Revolučním národním shromáždění za Českou státoprávní demokracii, respektive z ní vzniklou Československou národní demokracii. Povoláním byl redaktorem a spisovatelem.
V parlamentních volbách v roce 1920 získal za národní demokraty senátorské křeslo v Národním shromáždění. Po jeho smrti za něj jako náhradník nastoupil František Malínský.
Zemřel 20. března 1922 ve vinohradské nemocnici. Pohřben byl na Olšanských hřbitovech.